# Challenger de Concepción 2025
El torneo Challenger Concepción 2025, denominado por razones de patrocinio Dove Men+Care Concepción fue un torneo de tenis perteneció al ATP Challenger Tour 2025 en la categoría Challenger 75. Se trató de la 5ª edición; el torneo tuvo lugar en la ciudad de Concepción (Chile), desde el 24 hasta el 30 de marzo de 2025 sobre pista de tierra batida al aire libre.

## Jugadores participantes del cuadro de individuales
| Preclasificado | País                      | Jugador                 | Rank1 | Posición en el torneo |
| 1              | Bandera de Brasil         | Thiago Monteiro         | 99    | Baja                  |
| 2              | Bandera de Colombia       | Daniel Elahi Galán      | 110   | Cuartos de final      |
| 3              | Bandera de Argentina      | Román Andrés Burruchaga | 137   | Cuartos de final      |
| 4              | Bandera de Chile          | Tomás Barrios           | 139   | Primera ronda         |
| 5              | Bandera de Argentina      | Facundo Mena            | 186   | Primera ronda         |
| 6              | Bandera de Paraguay       | Daniel Vallejo          | 187   | Primera ronda         |
| 7              | Bandera de Argentina      | Andrea Collarini        | 198   | Segunda ronda         |
| 8              | Bandera de Estados Unidos | Emilio Nava             | 235   | CAMPEÓN               |

- 1 Se ha tomado en cuenta el ranking del 17 de marzo de 2025.

### Otros participantes
Los siguientes jugadores recibieron una invitación (wild card), por lo tanto ingresan directamente al cuadro principal (WC):
- Thiago Monteiro
- Diego Dedura-Palomero
- Nicolás Villalón

Los siguientes jugadores ingresan al cuadro principal tras disputar el cuadro clasificatorio (Q):
- Valerio Aboian
- Pedro Boscardin Dias
- Conner Huertas del Pino
- Nicolás Kicker
- Vladyslav Orlov
- José Pereira

## Campeones

### Individual Masculino
- Emilio Nava derrotó en la final a  Nicolás Kicker por 6–1, 7–6(3)

### Dobles Masculino
- Vasil Kirkov /  Matías Soto derrotaron en la final a  Seita Watanabe /  Takeru Yuzuki por 6–2, 6–4